# Stanisław Lem
Stanisław Herman Lem (Lwów, Segunda República Polonesa, atual Lviv, Ucrânia, 12 de setembro de 1921 — Cracóvia, 27 de março de 2006) foi um proeminente escritor polaco de ficção científica, filosofia e sátira. Ele foi Cavaleiro da Ordem da Águia Branca. Seus livros foram traduzidos para mais de 57 idiomas e venderam mais de 45 milhões de cópias. Ele talvez seja mais bem conhecido como o autor do romance Solaris de 1961, que foi adaptado para o cinema três vezes. Em 1976, Theodore Sturgeon declarou que Lem era o autor de ficção científica mais lido em todo o mundo.
Sua obra explora temas filosóficos; especulação sobre tecnologia, a natureza da inteligência, a impossibilidade de comunicação e compreensão mútuas, desespero face às limitações humanas e o lugar da humanidade no universo. Estes são por vezes apresentados como ficção, e por outras na forma de ensaios ou livros de filosofia. Sua obra é de difícil tradução devido a sofisticadas formações de palavras e figuras de linguagem, destacando-se poesia e trocadilhos apócrifos de máquinas sencientes e vocabulário tecnológico fictício. Existem múltiplas traduções para uma mesma língua, que são alvo de constantes críticas; o próprio Lem criticou severamente a tradução de Solaris para francês, que foi usada como base para a versão em língua inglesa. Poucos livros de Lem encontram-se traduzidos para o português de Portugal (listados abaixo), enquanto no Brasil apenas Solaris é encontrado nas livrarias. Este artigo usa os títulos das traduções portuguesas disponíveis, e na falta delas os títulos das traduções para inglês ou os títulos originais.

## Biografia

### Juventude e educação

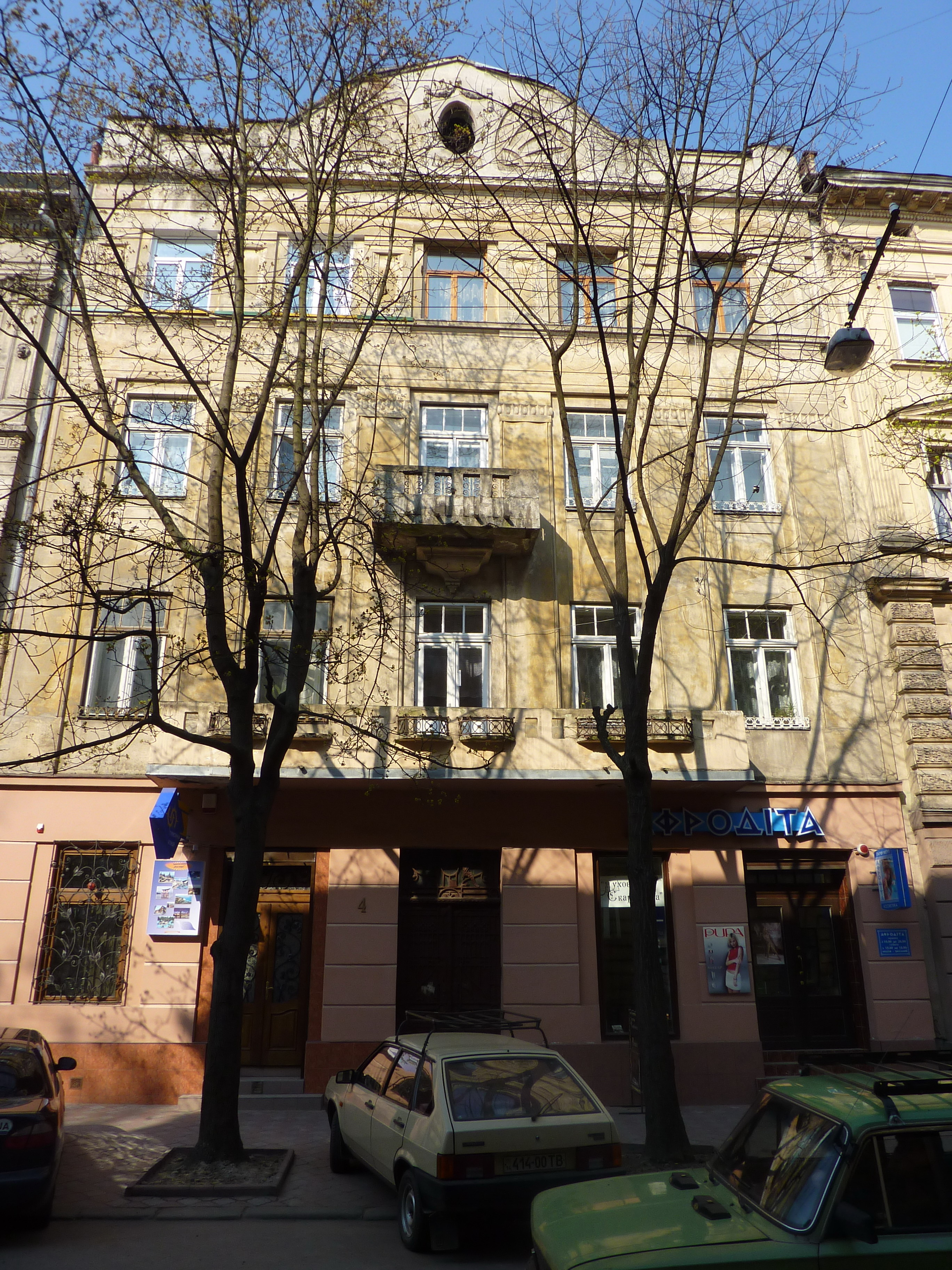
Casa em Lviv, onde viveu Stanisław Lem

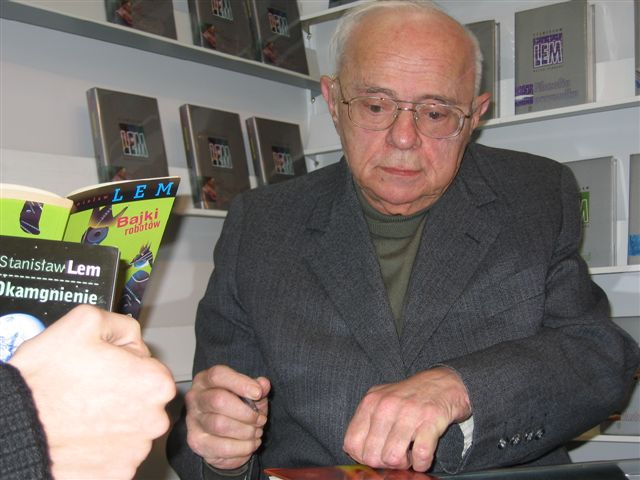
Lem dando autógrafos em Cracóvia, 30 de Outubro de 2005

Stanisław Lem (pronúncia em polaco [staˈɲiswav ˈlɛm] -? Escute) nasceu em 12 de setembro de 1921 em Lviv ou Львів, em ucraniano (em polonês: Lwów), então uma região de maioria ucraniana da Segunda República Polonesa (1919-1939), hoje território da província ou oblast de Lviv, na Ucrânia ocidental moderna. Nascido no seio de uma família de classe média alta, seus pais eram Samuel Lem (1879–1954), um polonês étnico que atuava como médico laringologista e foi veterano do Exército Austro-Húngaro na Primeira Guerra Mundial, e Sabina Wöller-Lem (1891–1972), dona-de-casa natural de Varsóvia, filha de uma polenesa e de um alemão. Embora educado dentro do Catolicismo Romano, Stanislaw posteriormente tornou-se um ateu "por motivos morais … o mundo me parece construído de modo tão doloroso que eu prefiro acreditar que ele não foi criado … intencionalmente". Após a ocupação soviética da Polônia Oriental, ele foi proibido de estudar na Escola Politécnica como desejava devido à sua "origem burguesa", e foi somente devido aos contatos de seu pai que ele foi aceito na faculdade de medicina da Universidade de Lviv em 1940. Durante a Segunda Guerra Mundial e a ocupação nazista (1941–1944), Lem sobreviveu com documentos falsos, sustentando-se como mecânico de automóveis e soldador, e participando ativamente na resistência polonesa na Segunda Guerra Mundial (a família de Lem tinha ancestrais judeus, e portanto corria perigo ainda maior do que correria apenas por serem intelectuais poloneses). Em 1945, a região polonesa oriental de Kresy foi anexada pela Ucrânia Soviética e a família, como tantos outros poloneses, foi reassentada em Cracóvia onde, por pressão de seu pai, Lem retomou a faculdade de medicina na Universidade Jaguelônica. Ele recusou-se a enquadrar suas respostas dentro do lysenkoismo predominante e fracassou seus exames finais de propósito para não ser obrigado a tornar-se médico das forças armadas. Antes disso ele começara a trabalhar como assistente de pesquisa num instituto científico e escrevia histórias em seu tempo livre.

### Carreira literária
Lem fez seu debut literário em 1946 como poeta, e na mesma época publicou diversos dime novels. A partir deste ano,
o primeiro romance de ficção científica de Lem, Człowiek z Marsa, começou a ser publicado no periódico Nowy Świat Przygód (Novo Mundo de Aventuras). Entre 1947 e 1950, enquanto dava continuidade ao seu trabalho como assistente de pesquisa científica, Lem publicou poemas, contos e ensaios científicos. Entretanto, durante a era do Stalinismo, todo trabalho publicado tinha de ser diretamente aprovado pelo regime comunista. Lem terminou em 1948 uma novela em parte autobiográfica chamada Szpital Przemienienia, mas ela foi suprimida pelas autoridades até 1955, quando ele escreveu uma versão mais aceitável para a doutrina do realismo socialista. Em 1951 ele publicou seu primeiro livro, Astronauci; tratava-se de uma encomenda de
ficção científica para jovens e adolescentes, e Lem foi forçado a incluir nele várias referências ao 'glorioso futuro do comunismo'. Ele posteriormente criticou o romance (assim como diversas outras de suas primeiras obras, submetidas à pressão ideológica) como simplista; mesmo assim, sua publicação o convenceu a tornar-se um escritor em tempo integral.
Lem tornou-se realmente produtivo após 1956, quando a desestalinização na União Soviética levou ao "Outubro Polaco", quando a Polônia viu crescer a liberdade de expressão. Entre 1956 e 1968, Lem escreveu 17 livros. Suas obras foram amplamente traduzidas no exterior (principalmente nos países do Bloco do Leste). Em 1957 ele publicou seu primeiro livro de não-ficção, Dialogi; este e Summa Technologiae (1964) são seus dois textos filosóficos mais famosos. Ao longo das décadas ele gradualmente abandonou a ficção em favor de crítica social, filosofia e futurologia.

### Fama
Lem atingiu notoriedade internacional por Cyberiada (1967), uma série de contos espirituosos ambientados num universo habitado por máquinas (que ocasionalmente entram em contato com "repulsivas criaturas biológicas"). Seus romances mais conhecidos incluem Solaris (1961), A Voz do Mestre (1968), e o temporão Fiasco (1986), todos expressando primeiramente seu tema recorrente da futilidade dos esforços da humanidade em tentar compreender algo realmente alienígena. Solaris foi adaptado para o cinema em 1972 pelo diretor russo Andrei Tarkovsky e ganhou um prêmio especial do júri no Festival de Cannes do mesmo ano; em 2002, Steven Soderbergh dirigiu outra adaptação estrelando George Clooney.

### Controvérsia da SFWA
A Science Fiction and Fantasy Writers of America (SFWA) concedeu a Lem o título de membro honorário em 1973: este título é concedido a pessoas que não satisfazem os requisitos formais para associarem-se mas que seriam bem-vindas na sociedade. Lem, contudo, nunca teve grande apreço pela ficção científica americana descrevendo-a como "mal pensada, mal escrita, e mais preocupada em aventuras do que em ideias ou novas formas literárias". Após sua publicação nos Estados Unidos, o que tornou-o elegível como membro normal, seu título de membro honorário foi suspenso. Alguns membros da SFWA aparentemente endossaram esta ação como uma forma de reprimenda, e parece que Lem interpretou o gesto de acordo, mas a posição oficial da organização é de que o título honorário é concedido apenas àqueles inelegíveis para a associação normal. Após a publicação nos Estados Unidos, Lem foi convidado para permanecer como membro regular, mas recusou.
Lem destacou um único escritor de ficção científica americano como digno de nota, Philip K. Dick — vide sua antologia de ensaios críticos em inglês de 1986, Microworlds. Dick, entretanto, achava que Lem era um comitê multidisciplinar agindo sob ordems do Partido Comunista para ganhar controle sobre a opinião pública, e escreveu uma carta para o FBI neste sentido. Depois que vários membros (incluindo Ursula K. Le Guin) protestaram contra o tratamento dispensado pela SFWA a Lem, um membro ofereceu-se para pagar suas taxas. Lem jamais aceitou a oferta.

### Últimos anos

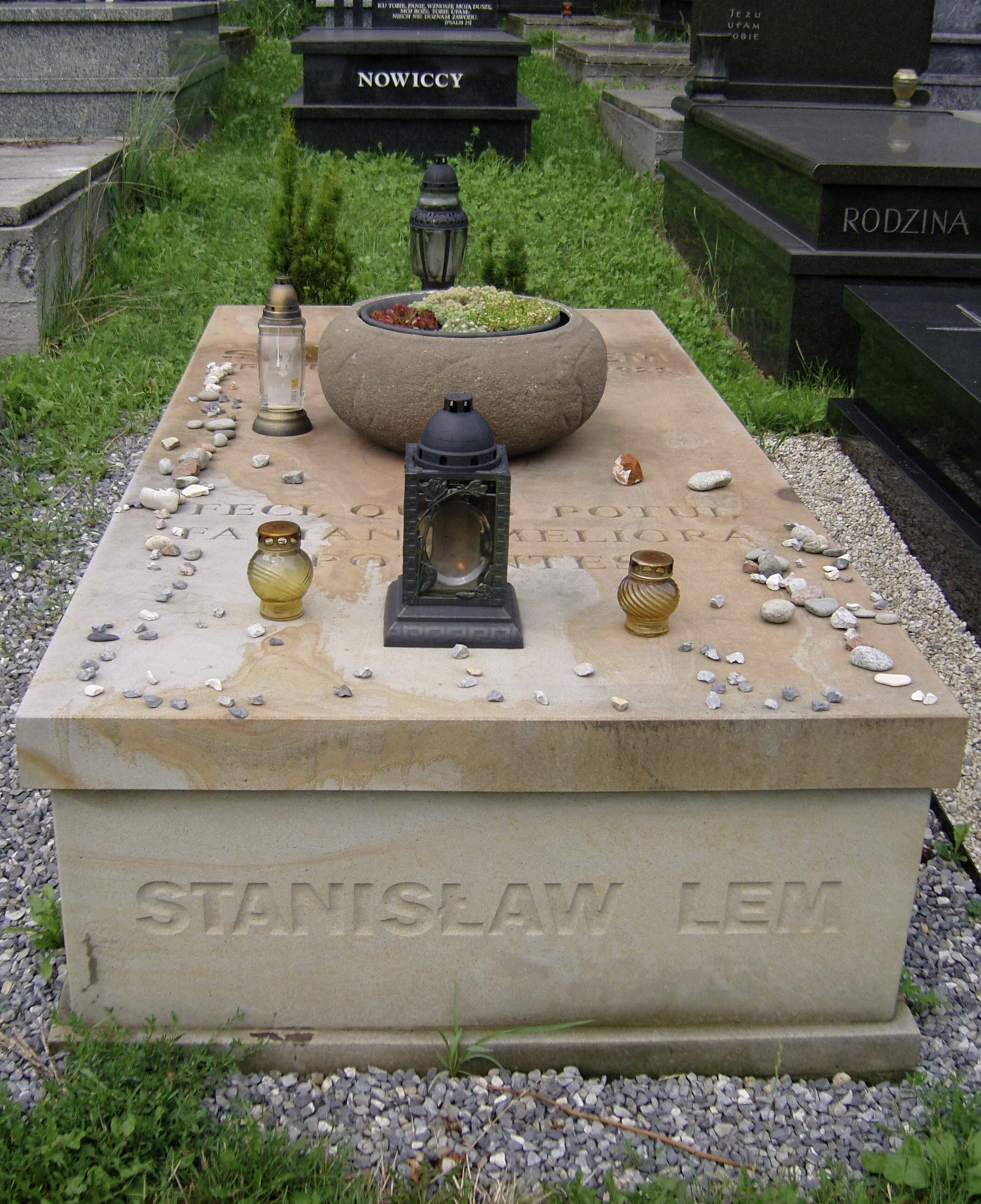
Túmulo de Stanislaw Lem no Cemitério Salwatorskim

Em 1982, com a declaração da lei marcial na Polônia, Lem mudou-se para Berlim Ocidental, onde tornou-se membro do colegiado do Instituto de Estudos Avançados de Berlin (Wissenschaftskolleg zu Berlin). Depois disso, ele fixou-se em Viena. Ele retornou à Polônia em 1988.
No início dos anos 1990, Lem teve vários encontros com um crítico e acadêmico de letras, Peter Swirski, cujas extensas entrevistas foram publicadas, em conjunto com outros materiais críticos e traduções, sob o título A Stanislaw Lem Reader (1997). Em entrevistas posteriores (2005), Lem expressou sua decepção com a ficção científica como gênero literário, e seu pessimismo generalizado em relação ao progresso tecnológico. Ele via o corpo humano como inadequado para viagens espaciais, argumentava que a tecnologia da informação afundava as pessoas num lodaçal de informações de baixa qualidade, e considerava robôs realmente inteligentes ao mesmo tempo indesejáveis e inexequíveis.

## Morte
Lem morreu em 27 de março de 2006, aos 84 anos, em Cracóvia, devido a uma insuficiência cardíaca. Deixou esposa e filho.

### Prêmios e louvores
- 1957 – Prêmio de Literatura da Cidade de Cracóvia (Nagroda Literacka miasta Krakowa).
- 1965 – Prêmio do Ministério de Cultura e Arte, 2⁰ Nível (Nagroda Ministra Kultury i Sztuki II stopnia).
- 1972 – Membro da comissão "Polônia 2000" da Academia Polonesa de Ciências.
- 1973:
  - Prêmio do Ministério de Assuntos Estrangeiros pela popularização da cultura polonesa no exterior (nagroda Ministra Spraw Zagranicznych za popularyzację polskiej kultury za granicą).
  - Prêmio Literário do Ministério da Cultura e da Arte (nagroda literacka Ministra Kultury i Sztuki) e membro honorário da Science Fiction and Fantasy Writers of America.
- 1976 – Prêmio Estatal de 1⁰ Nível na área de Literatura (Nagroda Państwowa I stopnia w dziedzinie literatury).
- 1979:
  - Grand Prix de Littérature Policière pelo romance Katar.
  - Um asteroide descoberto pelo astrônomo russo Nikolai Stepanovich Chernykh em 1979 recebe seu nome, 3836 Lem.[14]
- 1981 – Título "Doutor honoris causa" conferido pela Universidade Politécnica de Wrocław.
- 1986 – Prêmio Estatal Austríaco para Literatura Europeia.
- 1991 – Prêmio literário Austríaco Franz Kafka.
- 1994 – Membro da Academia Polonesa de Aprendizado.
- 1996 – Recebe a Ordem da Águia Branca.
- 1997 – Cidadão honorário de Cracóvia.
- 1998 – "Doutor honoris causa": Universidade de Opole, Universidade de Lviv, Universidade Jaguelônica.
- 2003 – "Doutor honoris causa" da Universidade de Bielefeld.
- 2007 - Uma rua de Cracóvia é nomeada em sua homenagem.[15]

## Temas
Na obra de Lem encontram-se diversos temas recorrentes. Na maior parte de seus livros encontramos os elementos que tradicionalmente definem o gênero de ficção científica, com espaçonaves, especulações e extrapolações tecnológicas e mundos alienígenas. Em Eden (1959), The Invincible (1964) e Tales of Pirx the Pilot (1968), os elementos mencionados servem para criar um clima aventuresco; em outros livros eles são usados para dar suporte a críticas sociais, especulações filosóficas e futurologia "séria": este é o caso de Solaris (1961), Regresso das Estrelas (1961), A Voz do Mestre (1968), Golem XIV (1981) e Fiasco (1986). Estes livros têm uma atmosfera realista e uma narrativa sóbria.
Usando estilos radicalmente diferentes, Lem escreveu muitos outros livros que abordam os mesmos temas sociais e filosóficos de forma cômica, poética ou sombria: podemos encontrar fábulas em Cyberiada (1965), ficções grotescas e kafkianas como em Memórias encontradas numa banheira (1961), Congresso Futurológico (1971) e Peace on Earth (1987), livros apócrifos como Imaginary Magnitude (1973, que inclui Golem XIV) e One Human Minute (1986), e ficções realistas como em The Investigation (1959).
Um dos temas mais presentes de Lem era a impossibilidade de comunicação entre humanos e civilizações profundamente alienígenas. Seus extraterrestres costumavam ser incompreensíveis para a mente humana, fossem eles enxames de insetos mecânicos (como em The Invincible), um oceano vivo (em Solaris), alienígenas mais ou menos antropomórficos (Eden) ou civilizações de bases biológicas totalmente diversas da noção de vida na terra (Fiasco), explorando sempre o fracasso em estabelecer o primeiro contato. No livro Regresso das Estrelas, Lem narra a adaptação de um astronauta a uma sociedade radicalmente diferente daquela por ele deixada um século antes. Em A Voz do Mestre, Lem descreve os esforços mal recompensados da nata intelectual da humanidade em decifrar uma mensagem recebida do espaço.
Ele escreveu sobre o progresso tecnológico da humanidade e sobre o problema da existência humana num mundo onde o desenvolvimento tecnológico torna os impulsos biológicos humanos obsoletos ou perigosos (Regresso das Estrelas, Cyberiada). Suas críticas à maior parte da ficção científica são evidentes em romances (A Voz do Mestre), ensaios literários e filosóficos (Fantastyka i futurologia) e entrevistas.
Em diversos romances, humanos são um fardo irracional e emocional para suas máquinas parceiras, que também não são perfeitas: questões pertinentes a utopias tecnológicas surgem em Peace on Earth, Congresso Futurológico, e em alguns contos de Cyberiada.
Diversos contos e romances de Lem exploram os temas de miniaturização e nanotecnologia - Fiasco, The Invincible, Peace on Earth, Imaginary Magnitude. Robôs antropomórficos são um tema secundário em livros mais realistas como Regresso das estrelas, ao passo que são o ponto chave dos contos fantásticos de Cyberiada. Realidades virtuais ou alteradas surgem em Congresso Futurológico, Regresso das Estrelas e Cyberiada. Todos estes temas são abordados formalmente em suas obras de não-ficção, como Summa Technologiae.
Lem possui ainda alguns personagens recorrentes, como Ijon Tichy (Congresso Futurológico, Memoirs of a Space Traveller, Peace on Earth), o Comandante Pirx (Tales of Pirx the Pilot, Fiasco), e os construtores Trurl e Klapacius de Cyberiada.
Em alguns de seus livros (Peace on Earth, Cyberiada), Lem diz através de seus personagens que "muito cedo percebera que poderia dizer o que quisesse desde que o fizesse sob o manto protetor da ficção"; com o fim da Guerra Fria e seu reconhecimento internacional, ele abandonou esta proteção e desenvolveu os mesmos temas que havia abordado em suas obras de ficção em livros filosóficos e/ou futurológicos, a maioria dos quais não se encontra disponível nos idiomas mais falados no Ocidente.

## Influência
Franz Rottensteiner, que foi agente de Lem, foi de grande importância em trazer sua obra para o mundo Ocidental, mas eles posteriormente romperam relações em maus termos. Rottensteiner assim resumiu sua importância:
| “ | Com [número de traduções e cópias vendidas], Lem é o autor de ficção polonesa mais bem-sucedido até hoje; seu sucesso comercial no mundo é entretanto limitado, e o grosso de suas grandes edições deveu-se a condições de publicação especiais nos países comunistas: a Polônia, a União Soviética, e a República Democrática Alemã. Apenas na Alemanha Ocidental, Lem realmente obteve êxito comercial e crítico […e no mundo inteiro… ] nos últimos anos o interesse nele diminuiu. Mas ele é um autor singular por ser o único escritor europeu de ficção científica a ter a maior parte de sua obra traduzida para o inglês, e […] continuando a ser reeditado nos EUA. O sucesso crítico de Lem no mundo anglófono deve-se principalmente às excelentes traduções de Michael Kandel… | ” |
| — 2ª edição atualizada, Liverpool University Press, 1999, ISBN 0-85323942-8, Note on the Authors: Stanislaw Lem, p. 252 | |   |

Stanisław Lem, cuja obra foi influenciada por mestres da literatura polonesa como Cyprian Norwid e Stanisław Witkiewicz, escolheu a estética da ficção científica pois, no regime comunista da República Popular da Polônia, era mais fácil — e mais seguro — expressar ideias mascaradas pelo véu de um mundo de fantasia e ficção do que num cenário realista. A despeito disso — ou talvez por causa disso — ele tornou-se um dos autores de ficção científica mais laureado pelos críticos e pelo público, comparado a grandes nomes como H. G. Wells e Olaf Stapledon.
A obra de Lem influenciou não apenas o campo da literatura, mas o da ciência propriamente dita também. Em Return from the Stars ele faz menção do "opton", que costuma ser citada como a primeira aparição da ideia de papel eletrônico na literatura. Assim como o submarino e outros desenvolvimentos foram previstos por Júlio Verne, Lem foi um dos primeiros (se não o primeiro) a descrever a engenharia genética, a nanotecnologia, as transações eletrônicas e a obsolescência do meio circulante, a Internet e a realidade virtual. A distopia de um futuro onde a percepção da realidade é manipulada para manter os indivíduos sob controle é explorada de forma até então inédita em Congresso futurológico.
Em 1981, os filósofos Douglas R. Hofstadter e Daniel C. Dennett incluíram três trechos da ficção de Lem em sua famosa antologia The Mind's I. … Hofstadter comentou que "a abordagem literária e intuitiva [de Lem]… tem mais efeito no convencimento dos leitores quanto às suas ideias do que um artigo formal em rígido linguajar científico". A obra de Lem tem sido usada como texto didático em cursos de filosofia.
Já na cultura pop, o jogo de planejamento urbano Simcity de Will Wright foi em parte inspirado por um conto de Cyberiada, "The Seventh Sally". Textos de Lem foram musicados por Esa-Pekka Salonen em sua peça Floof de 1982. E na série da Netflix Knights of Sidonia (Cavaleiros de Sidônia) a ação na segunda temporada se passa no sistema estelar Lem e no planeta Lem IX.

## Traduções
A disponibilidade da obra de Lem no Ocidente é irregular. Quase todos seus livros foram traduzidos para o alemão, editados pela editora Suhrkamp. Em segundo lugar ficam as edições em inglês, pelas editoras Houghton Mifflin Harcourt (divisão Harcourt Brace Jovanovich, atual Mariner Books) e Northwestern University Press. A disponibilidade de sua obra, assim como o interesse nela, é consideravelmente menor nos idiomas francês, italiano, espanhol e holandês, havendo menos obras traduzidas, das quais muitas esgotadas. O português, lamentavelmente, fica ainda mais atrás, com alguns títulos disponíveis em Portugal e apenas cinco no mercado brasileiro: Solaris (Círculo do Livro, 1961; Francisco Alves, 1984; Relume Dumará, 2003), Memórias Encontradas em uma Banheira (Francisco Alves, 1985), O Incrível Congresso de Futurologia (Nova Fronteira, 1984), A Voz do Mestre (Brasiliense, 1991) e Nova Cosmogonia e Outros Ensaios (Perspectiva, 2019). Recentemente, foi publicada uma tradução de Solaris diretamente do polonês (Aleph, 2017).

## Principais obras
Dois de seus livros podem ser destacados como seus mais famosos. O filosófico Solaris, adaptado para o cinema duas vezes, é o mais famoso e mais vendido - em parte devido aos filmes. Mas foi com Cyberiada que Lem tornou-se realmente um sucesso comercial no mundo anglófono, a partir da tradução de Michael Kandel, que posteriormente traduziu muitas outras obras de Lem, recebendo críticas geralmente positivas por seu trabalho. A tradução para o inglês de Solaris foi feita a partir de uma versão reduzida de uma tradução para o francês, a qual o próprio autor jamais aprovou; entretanto, tendo vendido os direitos da obra aos seus editores na Polônia, até hoje não há outra tradução oficial para inglês.
A lista abaixo resume os livros mais importantes do autor, disponíveis em idiomas ocidentais (principalmente inglês e alemão). A lista completa de suas obras, com extensos comentários, pode ser encontrada no site oficial do autor ou em sites a ele dedicados. Abaixo, os títulos originais e em inglês são traduzidos literalmente para português quando não há uma tradução oficial.

### Ficção
- Człowiek z Marsa / Man From Mars (Homem de Marte,[24] 1946. Traduzido para o inglês por Peter Swirski.) - Conto originalmente publicado como novela numa revista, reeditado nos anos 1990 após uma tradução para o alemão fazer ressurgir o interesse em sua primeira publicação: apenas em 2009 um longo trecho do primeiro capítulo foi traduzido para inglês por Peter Swirski e publicado com permissão da família de Lem na revista literária online Words Without Borders.
- Szpital Przemienienia / Hospital of the Transfiguration (Hospital da Transfiguração, 1948. Traduzido para inglês por William Brand em 1988.) - Romance em parte autobiográfico sobre um médico que trabalha num asilo polonês durante o programa nazista de eutanásia Aktion T4, publicado em forma integral em 1955 sob o título Czas nieutracony: Szpital przemienienia. Foi adaptado para o cinema polonês em 1979.[25]
- Astronauci (Os Astronautas, 1951. Não foi traduzido para inglês.) - Romance juvenil de ficção científica. No início do século XXI, descobre-se que o meteoro de Tunguska era na verdade uma sonda de reconhecimento de Vênus, que planejava uma invasão da Terra. Neste livro surgem alguns elementos que dariam origem ao oceano inteligente de Solaris. Adaptado para o cinema em 1960.[26]
- Dzienniki gwiazdowe / The Star Diaries (O Diário das Estrelas, 1957, acrescido nas reedições até 1971. Traduzido para inglês por Michael Kandel e publicado inicialmente em 1976, para depois ser acrescido de outras traduções por Joel Stern e ter parte de seu conteúdo publicado separadamente sob o título Memoirs of a Space Traveler (Memórias de um Viajante Espacial) -. Coletânea de contos de ficção narrando as viagens de Ijon Tichy.
- Śledztwo / The Investigation (A Investigação, 1959, traduzido para o inglês em 1974 por Adele Milch.) - Romance filosófico de mistério. Foi adaptado para um curta-metragem de mesmo nome em 1973 por Marek Piestrak.[27]
- Eden (Éden, 1959. Traduzida para o inglês por Marc E. Heine e publicada em 1989.) – Romance de ficção científica. Após caírem no planeta Éden, os tripulantes de uma nave da Terra descobrem que o planeta é habitado por uma sociedade de seres com grandes semelhanças e também grandes diferenças para os seres humanos.
- Bajki robotów / Mortal Engines (Motores Mortais, 1961. Traduzido para o inglês por Michael Kandel em 1977.) – Contos diversos, alguns dos quais também constam de Tales of Pirx the Pilot.
- Powrót z gwiazd / Return from the Stars (Regresso das Estrelas, 1961. Traduzido para o inglês em 1980 por Barbara Marszal e Frank Simpson.) - Romance de ficção científica. Um astronauta retorna para a Terra após uma missão de 127 anos pelo tempo terrestre, e encontra a humanidade radicalmente alterada.
- Solaris (1961. Traduzido para inglês por Joanna Kilmartin e Steve Cox em 1970 a partir da versão francesa de 1966.) - Romance de ficção científica. A história da descoberta e investigação científica de um planeta-oceano, vivo e senciente, é narrada do ponto de vista de um cientista que, ao chegar na estação orbital para integrar o pequeno grupo de pesquisa in loco, encontra seus colegas afetados por manifestações bizarras desta inteligência alienígena com a qual tentam se comunicar. Adaptado para o cinema russo em 1972, e por Hollywood em 2002.
- Pamiętnik znaleziony w wannie / Memoirs Found in a Bathtub (Memórias Encontradas numa Banheira, 1961. Traduzido para o inglês por Michael Kandel em 1973.) - Romance distópico sobre um agente secreto, cuja missão é tão secreta que ninguém pode dizer a ele de que se trata.
- Niezwyciężony / The Invincible (O Invencível, 1964. Traduzido para o inglês por Wendayne Ackerman em 1973 da tradução alemã.) - Romance de ficção científica. A tripulação de um foguete interestelar busca por uma nave desaparecida no planeta Regis III, descobrindo-o habitado por enxames de micromáquinas insectóides.
- A Ciberíada, 1967. Traduzido para o inglês por Michael Kandel em 1974.) - Coletânea de histórias cheias de humor sobre as peripécias de Trurl e Klapacius, "construtores" dentre os robôs. Devidamente acrescido do subtítulo "Fábulas para a Idade Cibernética" na tradução para o inglês, traz uma série de comentários sobre a humanidade e críticas sociais ao narrar as aventuras e desventuras dos dois construtores, capazes de criar maravilhas cibernéticas num universo onde seres biológicos são algo por vezes desprezível e irrelevante, por outras exótico e legendário. Já foi alvo de comparações com a obra de Douglas Adams.[28]
- Głos Pana / His Master's Voice (A Voz do Mestre, 1968. Traduzido para o inglês por Michael Kandel em 1983.) - Romance de ficção científica sobre os esforços de um projeto secreto do governo norte-americano para traduzir uma transmissão vinda do espaço. O livro traz em sua ambientação toda a tensão da Guerra Fria e traça paralelos com o Projeto Manhattan. Os personagens do livro, ricamente construídos, são intelectuais bem colocados acadêmica e politicamente, e Lem os usa para dar vida a profundos debates sobre diversas questões filosóficas.
- Kongres futurologiczny / The Futurological Congress (O Congresso Futurológico, 1971. Traduzido para o inglês por Michael Kandel.) - Uma novela de Ijon Tichy, publicada na coletânea Bezsenność (Insônia). Trata de um futuro distópico onde drogas psicotrópicas são usadas para alterar radicalmente a percepção dos indivíduos da realidade que os cerca, fazendo-os acreditarem viver numa sociedade rica enquanto o mundo em que vivem segue em franca decadência.
- Doskonała próżnia / A Perfect Vacuum (Um Vácuo Perfeito, 1971. Traduzido para o inglês por Michael Kandel.) - Coletânea de resenhas de livros fictícios.
- Opowieści o pilocie Pirxie / Tales of Pirx the Pilot e More Tales of Pirx the Pilot (Histórias de Pirx, o Piloto, 1973. Traduzido para o inglês por Louis Iribarne em 1982, com exceção de The Hunt, traduzido por Michael Kandel, e publicado em dois volumes.) - Coletânea de contos encadeados envolvendo a carreira do comandante Pirx.
- Wielkość urojona / Imaginary Magnitude (Magnitude Imaginária, 1973. Traduzido para o inglês por Marc E. Heine em 1984.) - Coletânea de introduções apócrifas para livros fictícios. Inclui também Golem XIV, um longo conto/ensaio sobre a natureza da inteligência do ponto de vista deste epônimo supercomputador militar americano.
- Golem XIV (1981) – Expansão do ensaio/conto supramencionado.
- Fiasko / Fiasco (Fiasco, 1986. Traduzido para o inglês em 1987 por Michael Kandel.) - Romance de ficção científica. Narra uma expedição humana rumo a um mundo alienígena com a intenção de estabelecer um primeiro contato. Lem cria e utiliza seus personagens da mesma forma que fez em Głos Pana (A Voz do Mestre).
- Biblioteka XXI wieku (Biblioteca do Século XXI, 1986. Traduzido para o inglês por Catherine S. Leach com o título One Human Minute.) - Três resenhas de livros fictícios.
- Pokój na Ziemi / Peace on Earth (Paz na Terra, 1987. Traduzido para o inglês em 1994 por Elinor Ford e Michael Kandel.) - Romance de Ijon Tichy. O protagonista volta calotomisado para a Terra, e tenta reconstituir os acontecimentos de sua recente viagem à Lua.

### Não Ficção
- Dialogi (Diálogos, 1957. Traduzido para o inglês sob o título Dialogs por Frank Prengel.) - Ensaios filosóficos.
- Summa technologiae (1964) - Ensaios filosóficos. Lem faz uma análise de possíveis e prováveis avanços sociais, cibernéticos e biológicos, e discute as implicações de tecnologias que eram mera ficção científica na época de sua publicação, mas que permeiam a atualidade - e.g. realidade virtual e nanotecnologia.
- Fantastyka i futurologia (Fantasia e Futurologia, 1970) - Críticas à ficção científica. Alguns trechos foram traduzidos para o inglês e publicados na revista Science Fiction Studies no período 1973-1975, e uma seleção foi compilada num único volume publicado sob o título Microworlds (Micromundos) em 1986.
- Wysoki Zamek (1975. Traduzida para o inglês sob o título Highcastle: A Remembrance / Castelo Alto: uma memória) - Autobiografia de Lem sobre sua infância antes da Segunda Guerra Mundial.
- Okamgnienie (Um Piscar de Olhos, 2000) – Coletânea de ensaios sobre o desenvolvimento tecnológico posteriores à publicação de Summa technologiae.

## Adaptações para o cinema
Lem era conhecido por criticar os filmes baseados em sua obra, principalmente o filme Solaris de Andrei Tarkovsky. Lem foi mais reticente em suas críticas à versão de 2002, mas não a aprovou tampouco. Além destes dois filmes, houve apenas adaptações de baixo custo, a maioria para televisão nos países do Leste Europeu, que não despertaram a aversão ou maiores reações de Lem, cuja lista completa pode ser encontrada no Internet Movie Database.

## Adaptação para ópera
- The Cyberiad (1970; 2a versão 1985), de Krzysztof Meyer; transmitido pela televisão polonesa (1o ato, 1971), encenada em Wuppertal (Alemanha) (1986).